# غويندال بيزارات
غويندال بيزارات (بالفرنسية: Gwendal Peizerat)‏ هو متسابق رقص جليد فرنسي ولد في يوم 21 أبريل 1972 في بلدة برون في فرنسا. أبرز إنجازاته هو فوزه بالميدالية الذهبية في دورة الألعاب الأولمبية الشتوية 2002 في سولت ليك، كما فاز بالميدالية البرونزية في دورة الألعاب الأولمبية الشتوية 1998 في ناغانو. كما فاز بأربعة ميداليات منها ميدالية ذهبية وأربعة ميداليات فضية. وخمسة ميداليات في بطولة أوروبا منها ميداليتين ذهبيتين وميداليتين فضيتين وميدالية برونزية واحدة.